# John Archer (Politiker, 1741)

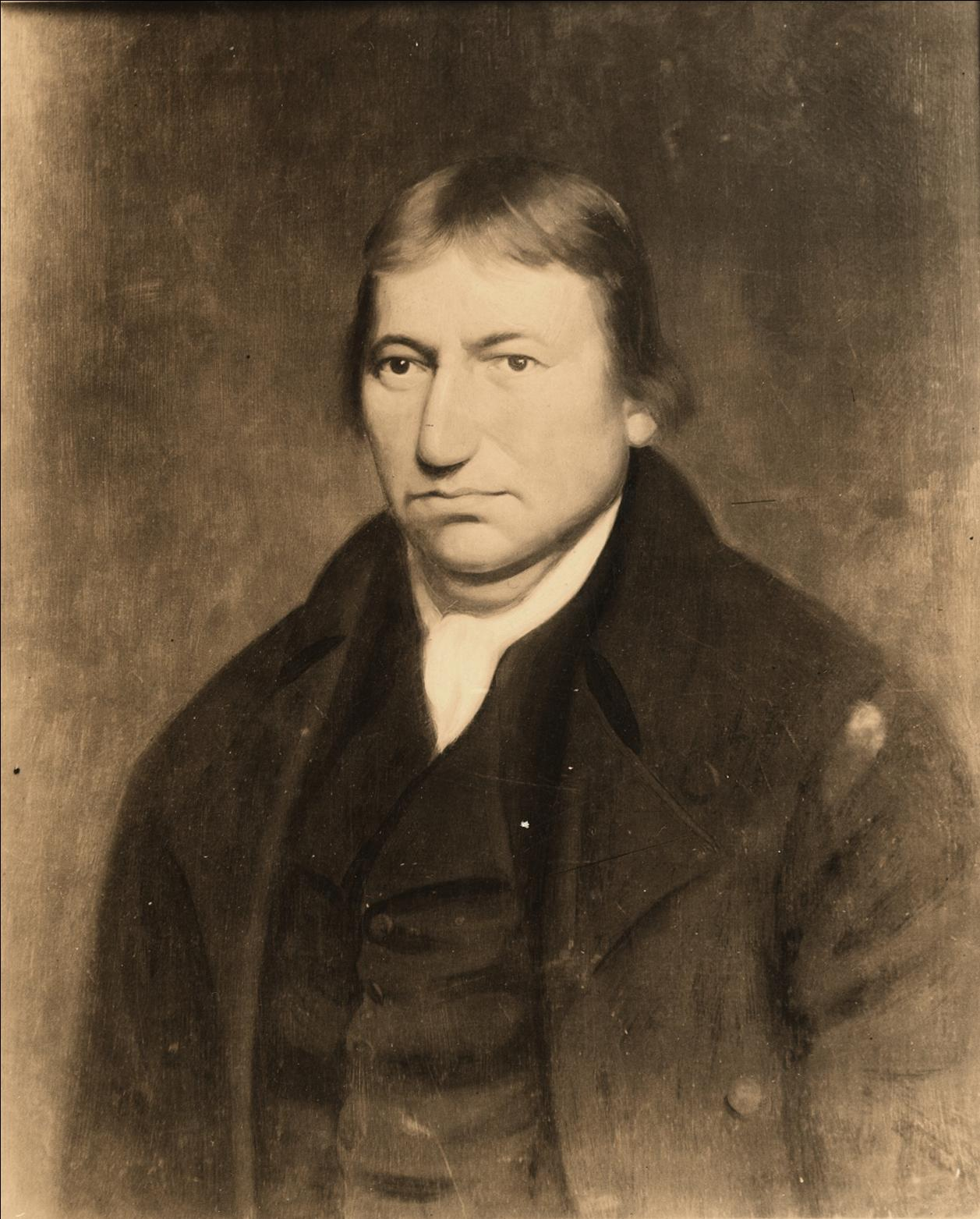
John Archer

John Archer (* 5. Mai 1741 bei Churchville, Harford County, Province of Maryland; † 28. September 1810 ebenda) war ein US-amerikanischer Politiker. Zwischen 1801 und 1807 vertrat er den Bundesstaat Maryland im US-Repräsentantenhaus.

## Werdegang
John Archer war der Vater des Kongressabgeordneten Stevenson Archer (1786–1848) und der Großvater von Stevenson Archer II (1827–1898), der ebenfalls den Staat Maryland im US-Repräsentantenhaus vertrat. Er besuchte die West Nottingham Academy im Cecil County und danach bis 1760 das Princeton College. Danach studierte er Theologie. Wegen einer Erkrankung seiner Stimme konnte er den Beruf des Geistlichen nicht ausüben. Aus diesem Grund studierte er bis 1768 am College of Philadelphia Medizin. Er erhielt das erste Medizindiplom auf dem amerikanischen Kontinent überhaupt. Seit 1769 praktizierte Archer im Harford County in seinem neuen Beruf.
Zu Beginn der amerikanischen Revolution schloss er sich dieser Bewegung an. Von 1774 bis 1776 gehörte er einem Revolutionary Committee an. Im Jahr 1776 war er Delegierter zur verfassungsgebenden Versammlung von Maryland. Von 1777 bis 1779 saß er im dortigen Abgeordnetenhaus. Zu Beginn des Unabhängigkeitskrieges stellte Archer eine Kompanie auf. Während des Krieges diente er in der Kontinentalarmee, in der er bis zum Major aufstieg. 1799 gründete er zusammen mit seinem Sohn Thomas die medizinische und chirurgische Fakultät von Maryland.
Ende der 1790er Jahre schloss sich Archer der vom späteren US-Präsidenten Thomas Jefferson gegründeten Demokratisch-Republikanischen Partei an. Bei den Kongresswahlen des Jahres 1800 wurde er im sechsten Wahlbezirk von Maryland in das US-Repräsentantenhaus in Washington, D.C. gewählt, wo er am 4. März 1801 die Nachfolge von Gabriel Christie antrat. Nach zwei Wiederwahlen konnte er bis zum 3. März 1807 drei Legislaturperioden im Kongress absolvieren. Während seiner Zeit als Abgeordneter wurde im Jahr 1803 durch den Louisiana Purchase das Staatsgebiet der Vereinigten Staaten beträchtlich erweitert. 1804 wurde der zwölfte Verfassungszusatz ratifiziert.
Nach dem Ende seiner Zeit im US-Repräsentantenhaus zog sich John Archer aus der Politik zurück. Er starb am 28. September 1810 auf seinem Anwesen Medical Hall nahe Churchville, wo er auch beigesetzt wurde. Archer war Sklavenhalter.